# Giulio Piazza
Giulio Piazza (Forlì, 13 de março de 1663 – Faenza, 23 de abril de 1726) foi um cardeal católico romano.

## Biografia
Nasceu em Forì em 13 de março de 1663. De família antiga e nobre. Filho de Francesco Piazza e Francesca Savorelli. Foi batizado no mesmo dia de seu nascimento. Ainda jovem, foi enviado a Roma, onde seu tio, Monsenhor Camillo Piazza, era prelado e assessor do Santo Ofício na Cúria Romana.
Estudou letras no Collegio Clementino ; mais tarde, obteve um doutorado em utroque iure, tanto em direito canônico quanto civil.
Referendário dos Tribunais Supremos da Assinatura Apostólica da Justiça e da Graça, 22 de novembro de 1688. Internúncio em Bruxelas em 1689. Clérigo da Câmara Apostólica, 27 de julho de 1696.
Eleito arcebispo titular de Rodi, com dispensa por não ter recebido o presbitério, em 2 de dezembro de 1697. Consagrado em 22 de dezembro de 1697, na igreja de Sant'Andrea della Valle, Roma, pelo Cardeal Gasparo Carpegna, vigário-geral de Roma, assistido por Gregorio Gaetani d'Aragona, patriarca titular de Alexandria, e por Antonio Spinelli, bispo de Melfi e Rapolla. Na mesma cerimônia, foi consagrado Francesco Acquaviva d'Aragona, arcebispo titular de Larissa, futuro cardeal. Nomeado núncio na Suíça em 7 de janeiro de 1698. Núncio em Colônia em 23 de dezembro de 1702. Secretário da Cifra. Núncio na Polônia, 15 de julho de 1706. Transferido para a sé titular de Nazaré, 13 de setembro de 1706. Secretário de Memorandos, 28 de abril de 1708. Núncio na Áustria, 15 de dezembro de 1709. Transferido para a sé de Faenza, com o título pessoal de arcebispo, 21 de julho de 1710; permaneceu em Roma e só tomou posse de sua sé em 1714.
Criado cardeal-presbítero no consistório de 18 de maio de 1712; recebeu o chapéu vermelho e o título de S. Lorenzo em Panisperna, 16 de abril de 1714. Legado em Ferrara, 28 de maio de 1714 até janeiro de 1718; permaneceu no cargo até a chegada de seu sucessor, o cardeal Giambattista Patrizi, em maio seguinte. Em Faneza, modernizou o palácio episcopal e a catedral; realizou uma visita pastoral à diocese em 1718; e celebrou um sínodo diocesano em outubro de 1723. Participou do conclave de 1721, que elegeu o Papa Inocêncio XIII. Participou do conclave de 1724, que elegeu o Papa Bento XIII; adoeceu e teve que deixar o conclave.
Morreu em Faenza em 23 de abril de 1726. Exposto e sepultado na catedral de Faenza.